# Collyritidae
De Collyritidae zijn een familie van uitgestorven zee-egels (Echinoidea) uit de superorde Atelostomata.

## Geslachten
- Absurdaster Kroh, Lukeneder & Gallemí, 2014 †
- Cardiolampas Pomel, 1883 †
- Cardiopelta Pomel, 1883 †
- Collyrites des Moulins, 1835 †
- Cyclolampas Pomel, 1883 †
- Laticlypus Szörenyi, 1966 †
- Proholaster Gauthier, 1896 †